# Friedrich Wilhelm Grundmann

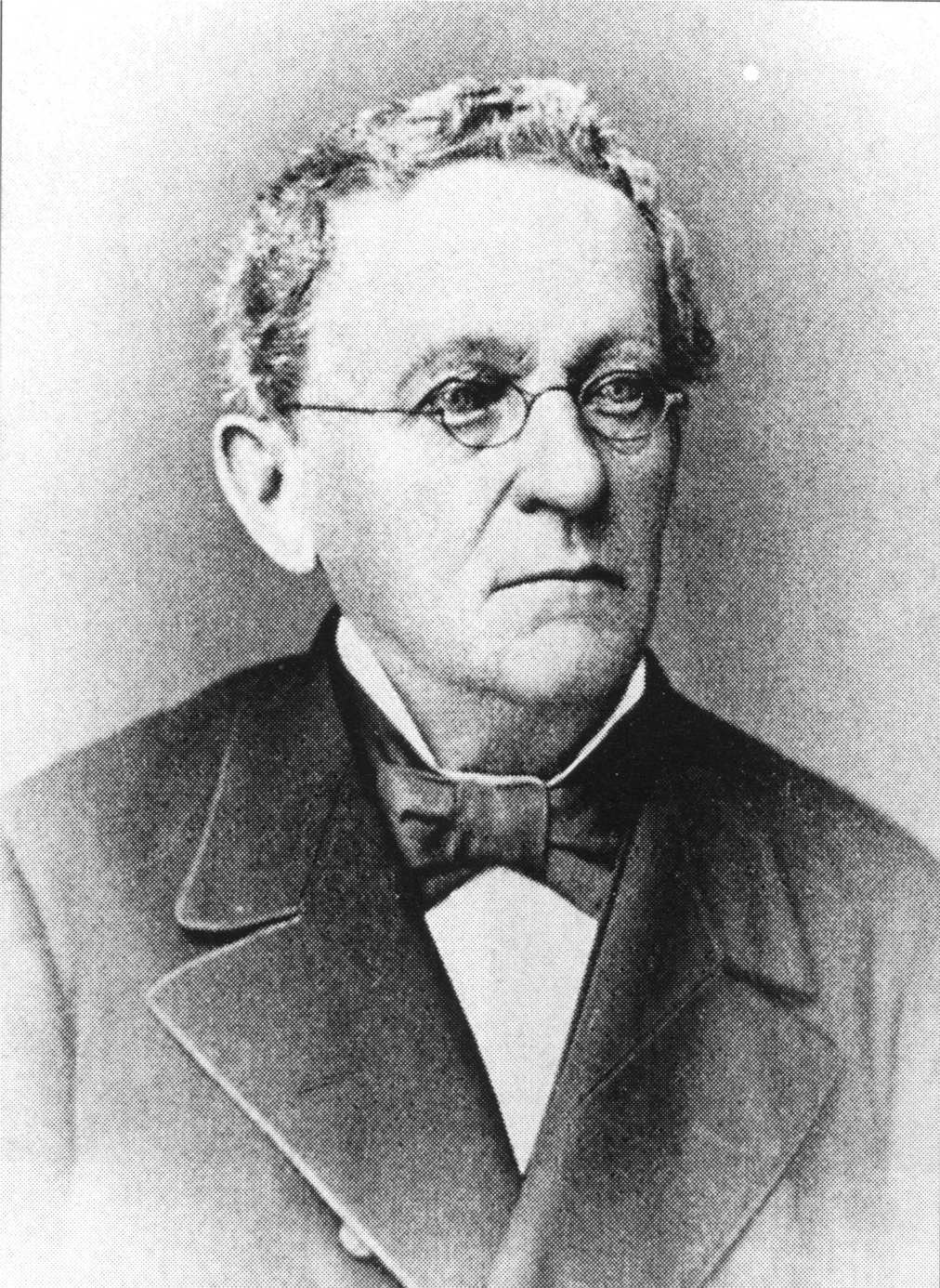
Friedrich Wilhelm Grundmann

Friedrich Wilhelm Grundmann (* 26. November 1804 in Berthelsdorf; † 31. Juli 1887) war ein deutscher Bergwerks- und Hüttendirektor.

## Leben
Grundmann arbeitete als Schichtmeister auf der Friedrichsgrube. Ab 1839 verwaltete er die Güter seines Freundes Franz Winckler mit Sitz in Kattowitz. Zusammen mit Richard Holtze kümmerte er sich um die Gestaltung von Kattowitz und entwarf den Bebauungsplan. Daneben gründete er die evangelische Gemeine von Kattowitz.
Grundmann war Mitglied des preußischen Herrenhauses, Geheimer Kommissionsrat und wurde zum Ehrenbürger von Kattowitz ernannt.
Er ist auf dem alten evangelischen Friedhof in Kattowitz begraben.